# Basilia musgravei
Basilia musgravei är en tvåvingeart som beskrevs av Oskar Theodor 1967. Basilia musgravei ingår i släktet Basilia och familjen lusflugor. Inga underarter finns listade i Catalogue of Life.